# Gomphandra
Gomphandra là một chi thực vật thuộc họ Stemonuraceae.

## Loài
Bao gồm 41 loài:
- Gomphandra andamanica King, 1895
- Gomphandra apoensis (Elmer) Merr., 1923
- Gomphandra australiana F.Muell., 1867
- Gomphandra camchayensis Gagnep., 1947
- Gomphandra capitulata (Jungh. & de Vriese) Becc., 1877
- Gomphandra comosa King, 1895
- Gomphandra coriacea Wight, 1840
- Gomphandra crassipes Mast., 1875
- Gomphandra cumingiana (Miers) Fern.-Vill., 1880
- Gomphandra dolichocarpa Merr., 1937
- Gomphandra donnaiensis (Gagnep.) Sleumer, 1969
- Gomphandra flavicarpa (Elmer) Merr., 1923
- Gomphandra fuliginea (Elmer) Merr., 1923
- Gomphandra fusiformis Sleumer, 1969
- Gomphandra gamblei (C.B.Clarke) P.Royen, 1957
- Gomphandra javanica (Blume) Valeton, 1886
- Gomphandra lancifolia Merr., 1920
- Gomphandra luzoniensis (Merr.) Merr., 1923
- Gomphandra lysipetala Stapf, 1894
- Gomphandra mappioides Valeton, 1886
- Gomphandra mollis Merr., 1942
- Gomphandra montana (Schellenb.) Sleumer, 1940
- Gomphandra oblongifolia Merr., 1920
- Gomphandra obscurinervis Merr., 1938
- Gomphandra oligantha Sleumer, 1940
- Gomphandra pallida Sleumer, 1940
- Gomphandra papuana (Becc.) Sleumer, 1940
- Gomphandra parviflora (Blume) Valeton, 1886
- Gomphandra petelotii Merr., 1942
- Gomphandra pseudojavanica Sleumer, 1969
- Gomphandra pseudoprasina Sleumer, 1940
- Gomphandra quadrifida (Blume) Sleumer, 1940
- Gomphandra sawiensis (Birnie) Sleumer, 1940
- Gomphandra schoepfiifolia Sleumer, 1940
- Gomphandra serrata King & Prain, 1900
- Gomphandra simularensis Sleumer, 1969
- Gomphandra subrostrata Merr., 1933
- Gomphandra tetrandra (Wall.) Sleumer, 1940
- Gomphandra tomentella Mast., 1875
- Gomphandra velutina Sleumer, 1969
- Gomphandra vitiensis (Seem.) Valeton, 1886